# Tunnel de Saint-Amand-de-Coly
Tunnel de Saint-Amand-de-Coly este o arie protejată (sit de importanță comunitară — SCI) din Franța întinsă pe o suprafață de 63 ha, integral pe uscat.

## Localizare
Centrul sitului Tunnel de Saint-Amand-de-Coly este situat la coordonatele 45°02′36″N 1°13′32″E / 45.04333°N 1.22556°E.

## Înființare
Situl Tunnel de Saint-Amand-de-Coly a fost declarat arie specială de conservare în baza directivei 92/43 din 1992 referitoare la conservarea habitatelor naturale și a faunei și florei sălbatice pentru a proteja 7 specii de animale.

## Biodiversitate
Situată în ecoregiunea atlantică, aria protejată nu include niciun habitat protejat.
La baza desemnării sitului se află mai multe specii protejate de  mamifere (7): liliac cârn (Barbastella barbastellus), liliac cu aripi lungi (Miniopterus schreibersii), liliac cărămiziu (Myotis emarginatus), liliac comun (Myotis myotis), liliacul mediteranean cu potcoavă (Rhinolophus euryale), liliacul mare cu potcoavă (Rhinolophus ferrumequinum), liliacul mic cu potcoavă (Rhinolophus hipposideros).